# ГЕС Sujiahekou
ГЕС Sujiahekou (苏家河口水电站) — гідроелектростанція на півдні Китаю у провінції Юньнань. Знаходячись між ГЕС Хоук'яо (猴桥, 28 МВт, вище по течії) та ГЕС Sōngshānhékǒu, входить до складу каскаду на річці Binglang, правій притоці Daying, що в свою чергу є лівою притокою Іраваді (протікає майже виключно у М'янмі одна з найбільших річок Південно-Східної Азії, яка впадає кількома рукавами до Андаманського моря та Бенгальської затоки).
У межах проекту річку перекрили кам'яно-накидною греблею з бетонним облицюванням висотою 131 метр, довжиною 444 метри та товщиною по гребеню 10 метрів. Вона утримує водосховище з об'ємом 225 млн м3, в якому припустиме коливання рівня поверхні у операційному режимі між позначками 1560 та 1590 метрів НРМ.
Зі сховища під лівобережним масивом прокладений дериваційний тунель, що подає воду до розташованого за 5,6 км наземного машинного залу. Основне обладнання станції становлять три турбіни типу Френсіс потужністю по 105 МВт, які працюють при напорі від 295 до 347 метрів (номінальний напір 321 метр).